# Арсенал (Тула)

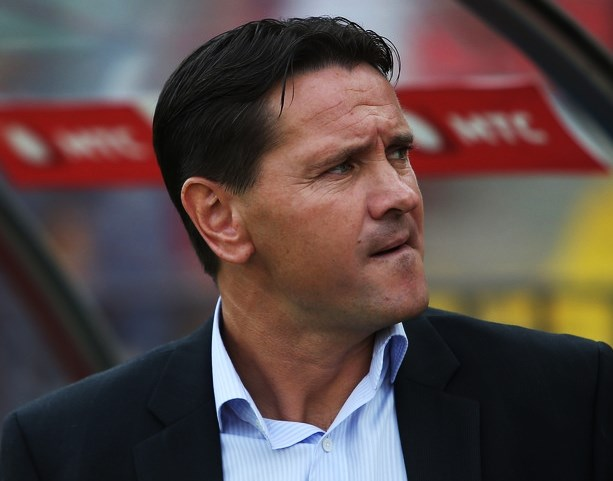
Головний тренер «Арсенала» Дмитро Аленічев

«Арсенáл» (Тула) (рос. «Арсенал» (Тула)) — російський професійний футбольний клуб з міста Тули, створений 1946 року під назвою «Зеніт»). 2007 року ця команда припинила існування, на її основі було створено клуб «Зброяр» (пізніше — «Арсенал-Тула»), проте 2011 року «Арсенал» був відроджений.
Домашні ігри проводить на стадіоні «Арсенал» місткістю 20 048 місць.

## Історія клубу
Команда Тули вперше взяла участь у чемпіонаті країни в 1946 році. Матчі проводила на Центральному стадіоні «Арсенал» місткістю 20 048 місць. 2005 року клуб відмовився від участі в Першому дивізіоні через недостатність фінансування та заявився в турнір другого дивізіону.
Після сезону 2006 року команда припинила існування. На її основі була створена команда «Зброяр», що юридично правонаступницею «Арсеналу» не була). У листопаді 2011 року було оголошено про відродження клубу під назвою «Арсенал».
Футбольний клуб «Арсенал» був утворений наприкінці 2011 року замість команди «Арсенал-Тула ». Очолив «Арсенал» відомий у минулому російський футболіст Дмитро Аленічев, також у тренерський штаб увійшли Дмитро Ананко, Олександр Філімонов та Олег Саматов. У клуб були запрошені такі відомі гравці як Єгор Титов, Дмитро Парфьонов, Юрій Ковтун, Дмитро Хлестов, Вадим Євсєєв, Володимир Бесчастних та Андрій Коновалов. За підсумками сезону 2011/2012 тульський «Арсенал» посів 8 місце в аматорській лізі, а всі відомі футболісти, покликані Дмитром Аленічева на допомогу, за винятком граючого тренера Олександра Філімонова покинули команду, на їх місце тренерський штаб запросив молодих та перспективних гравців.
18 червня 2012 року тульський «Арсенал» пройшов процедуру ліцензування для участі в розіграші першості другого дивізіону в сезоні 2012/2013. Сезон 2012/2013 тульський клуб провів у зоні «Центр» Другого дивізіону Росії з футболу, за результатами якого впевнено зайняв там перше місце, обігнавши своїх головних конкурентів воронезький «Факел» і саратовський «Сокіл» на 9 і 19 очок відповідно.
Сезон 2013/2014 команда проводила в Першості Футбольної Національної Ліги. На новому для себе рівні дружина Дмитра Аленічева в перших 10 матчах набрала 26 очок, перемігши у 8 іграх та двічі зігравши внічию. Такого успішного старту від зухвалого новачка футбольної національної ліги ніхто не очікував. Всі фахівці відзначали невластивий для першого дивізіону стиль гри канонірів, а саме його яскраву комбінаційну та атакуючу гру. Практично у всіх матчах зброярі діяли з позиції сили, граючи виключно в атаку за схемою 3-5-2.
Одним з ключових матчів для тульського «Арсеналу» стала домашня гра проти сусіда по турнірній таблиці футбольного клубу «Торпедо», що відбулася 30 квітня 2014 року. Тоді при заповнених трибунах ЦС «Арсенал» завдяки точному удару Владислава Рижкова каноніри здобули важливу перемогу над безпосереднім конкурентом, відірвавшись від нього на 5 очок. 11 травня 2014 гостьова перемога в Саранську над «Мордовією» забезпечила тулякам друге місце та вихід в прем'єр-лігу.
Сезон 2014/2015 команда провела в Російській Футбольній Прем'єр-Лізі.

## Хронологія назви клубу
- 1946, 1949: «Зеніт»
- 1959–1961: «Труд»
- 1962–1963: «Шахтар»
- 1964–1973: «Металург»
- 1974–1978: «Машинобудівник»
- 1979–1983: «ТОЗ»
- 1984–2007 (березень): ФК «Арсенал»
- 2011 — нині: ПФК «Арсенал»

## Кольори клубу
| Червоний | Жовтий |

### Форма
Традиційні кольори «Арсеналу» — червоний та жовтий, розфарбування домашнього комплекту форми являє собою футболку в стилі червоно-жовтого камуфляжу, червоні труси та червоно-жовті гетри. Звідси випливає прізвисько команди — «червоно-жовті». Гостьова ж форма являє собою білу футболку, білі труси і білі гетри.

## Статистика виступів (з 2011)
| Сезон   | Ліга                          | Місце |
| 2011/12 | ЛФЛ Росії, зона «Чорнозем'я»  | 8     |
| 2012/13 | Другий дивізіон, зона «Центр» | 1     |
| 2013/14 | ФНЛ                           | 2     |
| 2014/15 | РФПЛ                          |       |

## Досягнення (з 2011)
Другий дивізіон, Зона «Центр» 
- Чемпіон (1) : 2012/13

Першість ФНЛ
- Срібний призер (1):2013/14

## Досягнення (1946–2007)

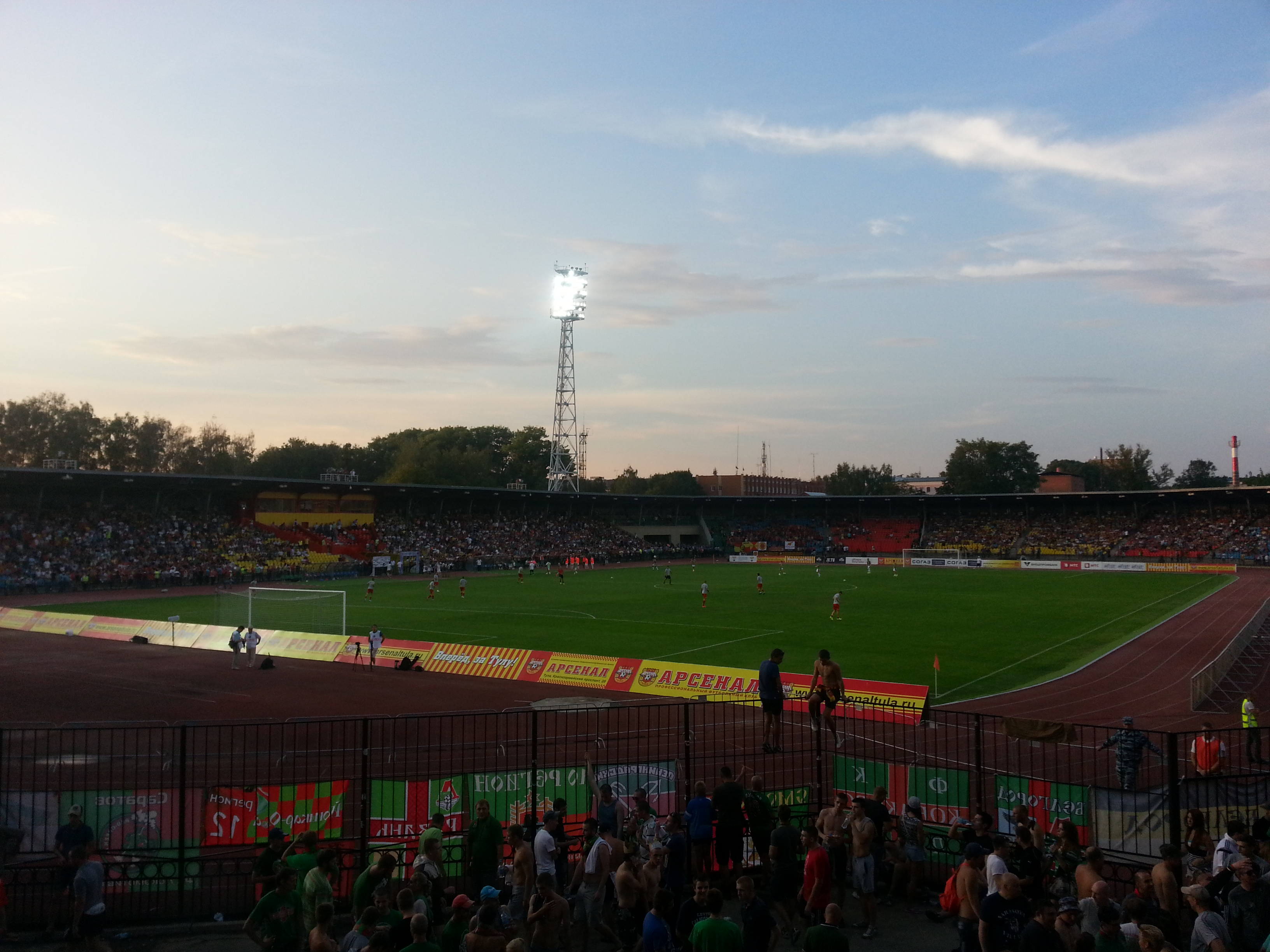
Центральний стадіон «Арсенал»

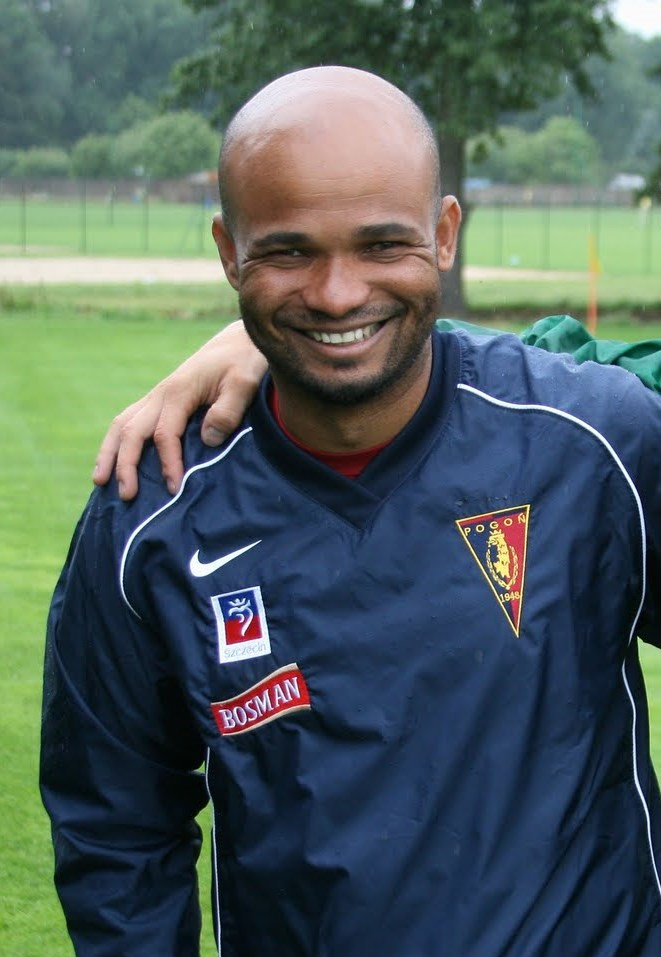
Андрадіна — легенда тульського «Арсеналу»

#### Друга ліга
- Чемпіон (2) :1997, 2003
- Срібний призер (2) :1993, 2002

#### Кубок ПФЛ
- Володар Кубка ПФЛ (1) :2003

### Найкращі результати (1946–2007)
- 2 місце в класі «Б»: 1966.
- 2 місце під Другій лізі СРСР (2) : 1971, 1986.
- 3 місце у Другій лізі СРСР (1) : 1984.
- 1 місце у Другій лізі Росії (2) : 1997, 2003.
- 5 місце в Першому дивізіоні: 1998.
- 1/4 кубка Росії (2) : 1998/99, 2000/01.

### Чемпіонати СРСР
У чемпіонатах СРСР проведено 1217 ігор. +404=327-486. М'ячі 1386–1516.

### Професійні ліги чемпіонатів Росії
У професійних лігах Росії (1992–2006, 2012/2013, 2013/2014) проведено 632 матчу. +315=135-182. М'ячі 966–603.
В першому дивізіоні (1998–2001, 2004, 2013/14) : 234 матчу. +96=60-78. М'ячі 299–249;
По 2-му дивізіоні (1992–1997, 2002–2003, 2005–2006, 2012-13) : 398 матчів. +219=75-104. М'ячі 667–354;
Усього в чемпіонатах країни:1849 матчів: +719=462-668. 2352–2119.

## Рекордсмени

### Рекордсмени клубу за кількістю проведених матчів
Рекордсмен за кількістю зіграних матчів у чемпіонатах Росії — Олексій Селезоа — 203.

### Бомбардири
Найкращий бомбардир клубу в чемпіонатах Росії — Олександр Кузьмічов — 69. У Першому дивізіоні — Андрадіна — 45. Найкращий результат бомбардира за сезон — Олександр Кузьмічов — 33 (1997). В Першому дивізіоні — Андрадіна — 27 (1998).

## Тренерський штаб, адміністрація та співробітники клубу

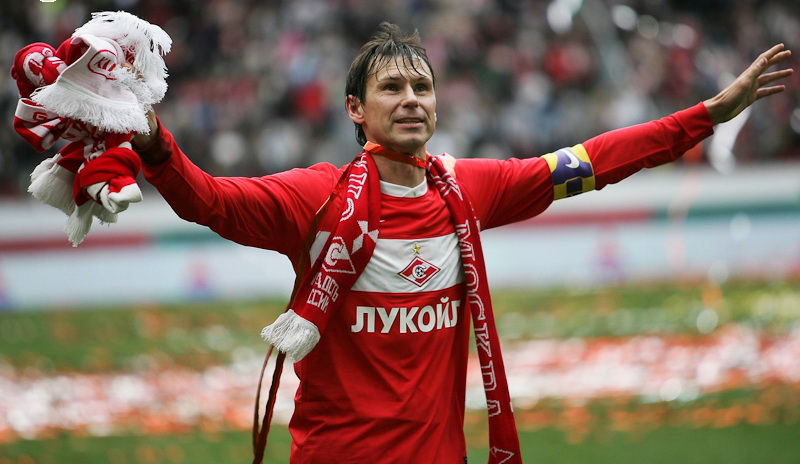
Єгор Титов — гравець Арсеналу в сезоні 2011/2012

### Тренери «Арсеналу» в першому дивізіоні
| Тренер              | Роки роботи | І  | В  | Н  | П  | РМ    |  | Досягнення                     |
| ------------------- | ----------- | -- | -- | -- | -- | ----- |  | ------------------------------ |
| Євген Кучеревський  | 1998 — 1999 | 54 | 24 | 13 | 17 | 86-64 |  | 5-е місце 1998                 |
| Валерій Третьяков   | 2000 — 2001 | 45 | 15 | 14 | 16 | 49-49 |  | 11-е місце 2000                |
| Борис Стукалов      | 2004        | 42 | 15 | 13 | 14 | 39-32 |  | 13-е місце 2004                |
| Володимир Федотов   | 2001        | 27 | 8  | 9  | 10 | 23-25 |  | 16-е місце 2001                |
| Леонід Буряк        | 1999        | 17 | 8  | 3  | 6  | 26-21 |  | покинув команду під час сезону |
| Володимир Афонський | 1999        | 13 | 5  | 2  | 6  | 14-19 |  | 9-е місце 1999                 |
| Дмитро Аленічев     | 2013/2014   | 36 | 21 | 6  | 9  | 62-39 |  | 2-е місце 2013/2014            |

| Посада                 | Ім'я                |
| Головний тренер        | Дмитро Аленічев     |
| Старший тренер         | Дмитро Ананко       |
| Тренер з фізпідготовки | Олег Самата         |
| Тренер воротарів       | Олександр Філімонов |

| Посада                                            | Ім'я                 |
| Президент клубу                                   | Петро Кошельник      |
| Генеральний директор                              | Андрій Нікітін       |
| Спортивний директор                               | Олександр Маніяків   |
| Заступник генерального директора                  | Сергій лучан         |
| Заступник генерального директора з питань безпеки | Віталій Родіонов     |
| Співробітник по роботі з уболівальниками          | Михайло Максимов     |
| Начальник команди                                 | Євген Булін          |
| Масажист                                          | Олександр Прохоров   |
| Масажист                                          | Юрій Морозінський    |
| Лікар                                             | Олександр Костюченко |
| Прес-аташе                                        | Євген Овсянніков     |
| Відеооператор                                     | Сергій Кірюхін       |

## Гімн футбольного клубу
Слова та музика гімну ФК «Арсенал» написані вболівальником команди Євгеном Миколайовичем Кармазіним, працівником «Туласпирту», 1996 року. Вперше гімн прозвучав в червні 1996 року на косогорському стадіоні «Металург», де тоді приймав суперників «Арсенал». З тієї причини, що гімн виконувався автором під гітару та записувався не на професійній студії, було прийнято рішення зробити більш якісний звук, що зробив тульський музикант Аркадій Хоралов. У його виконанні та аранжуванні гімн виконується донині.

## Вболівальники
Традиційно ігри тульського «Арсеналу» викликають високий глядацький інтерес у місцевих любителів футболу. У сезоні 2011/2012, будучи ще аматорським клубом, «Арсенал» зібрав на матч проти орловської команди «ДУ-Русичі» більше 13 500 глядачів, це рекорд відвідуваності в змаганнях «Чорнозем'я» за всю їх історію. У другому дивізіоні домашні матчі тульської команди відвідували в середньому близько 8000 осіб. За даними Російського футбольного союзу на 23 червня 2013 року, відвідуваність домашніх матчів «Арсеналу» була на 15-му місці серед всіх 106 професійних клубів Росії.
В першості ФНЛ тульський «Арсенал» також став найбільш відвідуваною командою ліги, матчі тульських канонірів в середньому за гру відвідували 10 844 глядачів, а на ключовому матчі проти московського «Торпедо» в якому фактично розігрувалася путівка в Російську Футбольну Прем'єр-Лігу були присутні 16,5 тисяч уболівальників тульського «Арсеналу».
У Тулі існують фанатські угруповання Red-Yellow Cannoneers, Сектор Північ та інші, всі вони славляться яскравою підтримкою своєї команди як на домашніх матчах, так і на виїзді.
У серпні 2013 року керівництво клубу вирішило вилучити № 12 з обігу та закріпити його за вболівальниками.

## Відомі гравці
Повний список гравців клубу «Арсенал» (Тула), про які є статті у Вікіпедії, див. тут.
| - Вадим Євсєєв - Юрій Ковтун - Андрій Коновалов - Дмитро Парфьонов - Єгор Титов - Олександр Філімонов - Дмитро Хлестов - Євген Савін - Дмитро Смирнов - Андрадіна - Валерій Клімов - Дмитро Гунько | - Анатолій Давидов - Валерій Клейменов - Раміз Мамедов - Ренат Атаулін - Валерій Матюнін - Мухсін Мухамадієв - Олександр Призеткj - Леандро Самароні - Сергій Філіпенко - Гурам Чкареулі - Єгор Шайков - Валерій Шмаров |